# Sentinel 2B
Sentinel 2B – satelita Europejskiej Agencji Kosmicznej, wchodzący w skład konstelacji satelitów obserwacji Ziemi w ramach programu Copernicus, drugi satelita serii Sentinel 2. Satelita przekazuje informacje istotne m.in. dla rozwoju rolnictwa i leśnictwa.
Głównym instrumentem satelity jest 13-kanałowy skaner wielospektralny. Za budowę satelity odpowiedzialna była firma Astrium (obecnie część koncernu Airbus). Kontrakt na budowę satelity, wart 105 mln euro, podpisany został w marcu 2010. Budowę satelity zakończono w czerwcu 2016.
Satelita został wyniesiony na orbitę 7 marca 2017 o 01:49 UTC przy użyciu rakiety Vega startującej z Gujańskiego Centrum Kosmicznego. O 02:47 UTC nastąpiło oddzielenie satelity od górnego stopnia rakiety.